# 连二次硝酸
连二次硝酸（化学式：H2N2O2），也称为连二亚硝酸、连二次亚硝酸（Hyponitrous acid），无色小片状晶体，是氮的含氧酸之一。可溶于水和乙醇。是硝酰胺（H2N-NO2）的异构体。

## 性质
结构写作HO-N=N-OH，有顺式和反式两种，反式较稳定。固态时为反式结构。无色晶体，干燥时极易爆炸，水溶液较稳定，但仍会按下式分解，生成一氧化二氮和水：
{\displaystyle {\rm {H_{2}N_{2}O_{2}=N_{2}O+H_{2}O\,}}}
但因為此反應不可逆，故不該將{\displaystyle {\rm {N_{2}O\,}}}視為它的酸酐。
25°C，pH为1-3的水中，该分解反应半衰期为16天。
连二次硝酸的水溶液为二元弱酸，pka1 = 7.21，pKa2= 11.54。在碱溶液中稍稳定。
{\displaystyle {\rm {H_{2}N_{2}O_{2}\rightleftharpoons H^{+}+HN_{2}O_{2}^{-};\quad pK_{a_{1}}=7.21\,}}}
{\displaystyle {\rm {HN_{2}O_{2}^{-}\rightleftharpoons H^{+}+N_{2}O_{2}^{2-};\quad pK_{a_{2}}=11.54\,}}}

## 制备
用钠汞齐在水中还原亚硝酸或亚硝酸盐（如亚硝酸钠），可以得到反式-连二次硝酸盐：
{\displaystyle {\rm {2NaNO_{2}+4Na_{\text{(aq)}}{\rm {+2H_{2}O=Na_{2}N_{2}O_{2}+4NaOH}}}}}
用硝酸银与水中的连二次硝酸钠作用，可以得到黄色不溶的连二次硝酸银：
{\displaystyle {\rm {Na_{2}N_{2}O_{2}+2AgNO_{3}=Ag_{2}N_{2}O_{2}\downarrow +2NaNO_{3}\,}}}
连二次硝酸银与无水氯化氢在乙醚中反应后，过滤除去反应产生的氯化银，待滤液中的乙醚蒸发后，可以得到无色的连二次硝酸晶体：
{\displaystyle {\rm {Ag_{2}N_{2}O_{2}+2HCl_{(g)}=H_{2}N_{2}O_{2}+2AgCl\downarrow \,}}}

## 反应
与碱金属或碱金属氢氧化物作用成盐。固体与氢氧化钾接触时即起火燃烧。连二次硝酸可以生成两种盐，一种是含[HON=NO]−的酸式盐，另一种是含[ON=NO]2−的正盐。
{\displaystyle {\rm {H_{2}N_{2}O_{2}+2Na=Na_{2}N_{2}O_{2}+H_{2}\uparrow \,}}}
连二次硝酸在不同的酸碱介质中，表现出还原性和氧化性，但以前者为主，因此常用作还原剂。它被碘氧化的反应可用于连二次硝酸的分析。
{\displaystyle {\rm {H_{2}N_{2}O_{2}+3I_{2}+3H_{2}O=HNO_{3}+HNO_{2}+6HI\,}}}
连二次硝酸的稀溶液可将亚硝酸氧化为硝酸：
{\displaystyle {\rm {H_{2}N_{2}O_{2}+HNO_{2}=HNO_{3}+N_{2}\uparrow +H_{2}O\,}}}